# Zethus oaxacae
Zethus oaxacae är en stekelart som beskrevs av Richard Mitchell Bohart och Stange 1965. Zethus oaxacae ingår i släktet Zethus och familjen Eumenidae. Inga underarter finns listade i Catalogue of Life.